# Liparis schmidti
Liparis schmidti és una espècie de peix pertanyent a la família dels lipàrids.

## Descripció
- Fa 8,4 cm de llargària màxima.[5][6]

## Hàbitat
És un peix marí, demersal i de clima temperat.

## Distribució geogràfica
Es troba al Pacífic nord-occidental: Sakhalín.

## Observacions
És inofensiu per als humans.